# Педроган (Видигейра)
Педроган (порт.  Pedrógão) — район (фрегезия) в муниципалитете Видигейра округа Бежа в Португалии. Территория – 124,02 км². Население – 1214 жителей. Плотность населения – 9,8 чел/км².